# محل اتصال دی‌ان‌ای
محل‌های اتصال دی‌ان‌ای به محل‌هایی روی دی‌ان‌ای گفته می‌شود که مولکول‌های دیگر می‌توانند به آن‌ها اتصال یابند. تفاوت محل‌های اتصال دی‌ان‌ای با بقیه محل‌های اتصال در دو مورد می‌باشد: ۱- این محل‌ها بخشی از توالی دی‌ان‌ای می‌باشند، ۲- به پروتئین‌های متصل شونده به دی‌ان‌ای متصل می‌شوند. محل‌های اتصال دی‌ان‌ای معمولاً به همراه پروتئین‌های خاصی هستند که بنام فاکتورهای رونویسی مشخص می‌شوند. به محل‌های اتصال دی‌ان‌ای یک فاکتور رونویسی خاص کیسترم می‌گویند. محل‌های اتصال دی‌ان‌ای شامل دیگر پروتئین‌ها مانند اینزایم‌های محدود کننده، آغاز کننده‌های نوترکیبی خاص محل و متیل ترانسفرازها می‌شوند.
می‌توان محل‌های اتصال دی‌ان‌ای بعنان یک توالی کوتاه دی‌ان‌ای معرفی نمود که بطور مخصوص به پروتئین‌های اتصال شونده به دی‌ان‌ای یا مجتمع‌های پروتئینی متصل می‌شوند. با توجه به یافته‌های گزارش شده برخی از محل‌های اتصال پتانسیل تأثیر گذاشتن بر روی تغییرات تکاملی سریع را دارند.

## انواع محل‌های اتصال دی‌ان‌ای
محل‌های اتصال دی‌ان‌ای را می‌توان بر اساس عملکرد بیولوژیکی آن‌ها دسته‌بندی کرد؛ بنابراین می‌توانیم بین محل‌های اتصال فاکتورهای رونویسی، محل‌های محدودکننده و محل‌های آغاز کننده‌های نوترکیبی تفاوت قائل شویم. در یک سو، محل‌های محدودکننده را می‌توان بطور عمومی براساس توالی اجماع آن‌ها نمایش داد. زیرا که آن‌ها معمولاً توالی‌های یکسانی را هدف قرار می‌دهند و عملکرد آن‌ها برای توالی‌هایی که کمتر شبیه هستند کاهش پیدا می‌کند. در سوی دیگر، محل‌های اتصال دی‌ان‌ای برای یک فاکتور رونویسی معمولاً متفاوت هستند، که باعث می‌شود وابستگی فاکتور رونویسی به محل‌های رونویسی مختلف متفاوت باشد. همین موضوع باعث می‌شود که نمایش دقیق محل‌های اتصال مربوط به فاکتورهای رونویسی توسط توالی اجماع سخت شود، بنابراین آن‌ها معمولاً با استفاده از ماتریس تناوب مختص محل(PSFM) نمایش داده می‌شوند.

## تاریخچه و تکنیک‌های تجربی اصلی
در آزمایشات زیست‌شناسی باکتری lambda و تنظیم اشریشیا وجود چیزهایی شبیه به محل‌های اتصال دی‌ان‌ای کشف شد. در نهایت محل‌های اتصال دی‌ان‌ای در هر دو سیستم با استفاده از روش‌های توالی یابی دی‌ان‌ای اثبات شد. پس از آن تعداد زیادی محل اتصال دی‌ان‌ای با استفاده از روش‌های تجربی متونع کشف شده‌است. روش‌های تجربی برای کشف و بررسی محل‌های اتصال دی‌ان‌ای برابر سنجش ردپای دی‌ان‌ای و سنجش تغییرات شیفت الکتروفورمیک(EMSA) می‌باشد. هرچند، توسعه آرای‌های دی‌ان‌ای و روش‌های سریع توالی یابی به روش‌های سریع و موازی برای پیدا کردن محل‌های اتصال منجر شده‌است. برای سنجش میزان وابستگی اتصال پروتئین و دیگر مولکول‌ها به محل اتصال روش بیوفزیکی Microscale Thermophoresis استفاده می‌شود.

## پایگاه داده
هیچ پایگاه داده‌ای مرکزی برای محل‌های اتصال دی‌ان‌ای با توجه به ماهیت متنوع روش‌های تجربی برای تشخیص ناحیه‌های اتصال و همچنین پوشش تکه‌تکه بیشتر موجودات و فاکتورهای رونویسی وجود ندارد. هرچند که NCBI مکانی برای نشان‌های محل‌های اتصال دی‌ان‌ای در توالی منبعش تدارک دیده است، بیشتر ارسال این اطلاعات را مشخص نمی‌کنند. همچنین بخاطر موفقیت‌های محدود محققان بیوانفورمایتک در ایجاد ابزارهای تشخیص خودکار محل‌های اتصال دی‌ان‌ای، هیچ تلاش سیستماتیکی برای نشان گذاری محل‌های اتصال دی‌ان‌ای به صورت محاسباتی انجام نشده‌است.
با این حال پایگاه داده‌های عمومی و خصوصی متعددی برای مجموعه از آزمایشات تجربی و بعضاً پیش‌بینی محاسباتی برای محل‌های اتصال فاکتورهای رونویسی متفاوت در موجودات متفاوت ایجاد شده‌است. در جدول زیر برخی از این پایگاه داده‌ها معرفی شده‌اند:
| نام                           | موجودات زنده                                                                                     | منبع                             | دسترسی      | آدرس                                          |
| ----------------------------- | ------------------------------------------------------------------------------------------------ | -------------------------------- | ----------- | --------------------------------------------- |
| PlantRegMap                   | ۱۶۵ گونه‌های گیاهی (به عنوان مثال آرابیدوپسیس تالیاناهای Oryza sativa گیاه ذرت (Zea mays, و غیره) | کارشناس گزینش و طرح              | عمومی       | بایگانی‌شده در ۱۳ مه ۲۰۲۰ توسط Wayback Machine |
| JASPAR                        | مهره داران و گیاهان و قارچ مگس و کرم‌ها                                                           | کارشناس گزینش با ادبیات پشتیبانی | عمومی       |                                               |
| کشورهای مستقل مشترک‌المنافع-BP | همه یوکاریوت یافت                                                                                | تجربی مشتق نقوش و پیش‌بینی        | عمومی       |                                               |
| CollecTF                      | Prokaryotes                                                                                      | ادبیات گزینش                     | عمومی       |                                               |
| RegPrecise                    | Prokaryotes                                                                                      | کارشناس گزینش                    | عمومی       |                                               |
| RegTransBase                  | Prokaryotes                                                                                      | کارشناس/ادبیات گزینش             | عمومی       |                                               |
| RegulonDB                     | Escherichia coli                                                                                 | کارشناس گزینش                    | عمومی       |                                               |
| PRODORIC                      | Prokaryotes                                                                                      | کارشناس گزینش                    | عمومی       |                                               |
| TRANSFAC                      | پستانداران                                                                                       | کارشناس/ادبیات گزینش             | عمومی/خصوصی |                                               |
| TRED                          | انسان، موس، موش                                                                                  | کامپیوتر پیش‌بینی دستی گزینش      | عمومی       |                                               |
| DBSD                          | گونه‌های مگس سرکه                                                                                 | ادبیات/کارشناس گزینش             | عمومی       |                                               |
| HOCOMOCO                      | انسان موس                                                                                        | ادبیات/کارشناس گزینش             | عمومی       | با                                            |

## نمایش محل‌های اتصال دی‌ان‌ای
یک مجموعه از محل‌های اتصال دی‌ان‌ای که به آن اتصال موتیف دی‌ان‌ای می‌گویند را می‌توان با استفاده از توالی اجماع نمایش داد. فایده این نوع نمایش این است که بسیار فشرده است ولی برخی از اطلاعات در این نوع نمایش نادیده گرفته می‌شوند. یک راه دقیق تر برای نمایش محل‌های اتصال استفاده از ماتریس تناوب مختص محل(PSFM) می‌باشد. این ماتریس‌ها فرکانس هر کدام از بیس‌ها در هر مکان از موتیف اتصال دی انی ای را نشان می‌دهند. PSFMها معمولاً با این فرض ایجاد می‌شوند که مکان‌های مختلف مستقل می‌باشند، هر این این فرض برای برخی ناحیه‌های اتصال مورد مناقشه می‌باشد. اطلاعات فرکانسی در PSFM می‌توان به صورت فرمال با فریمورک‌های نظریه اطلاعات بررسی شود که در نهایت به یک نمایش گرافیکی که به آن لوگو توالی می‌گویند می‌رسد.
| ۱   | ۲  | ۳  | ۴  | ۵  | ۶  | ۷  | ۸  | ۹  | ۱۰ | ۱۱ | ۱۲ | ۱۳ | ۱۴ | ۱۵ | ۱۶ |    |
| A   | ۱  | ۰  | ۱  | ۵  | ۳۲ | ۵  | ۳۵ | ۲۳ | ۳۴ | ۱۴ | ۴۳ | ۱۳ | ۳۴ | ۴  | ۵۲ | ۳  |
| C   | ۵۰ | ۱  | ۰  | ۱  | ۵  | ۶  | ۰  | ۴  | ۴  | ۱۳ | ۳  | ۸  | ۱۷ | ۵۱ | ۲  | ۰  |
| G   | ۰  | ۰  | ۵۴ | ۱۵ | ۵  | ۵  | ۱۲ | ۲  | ۷  | ۱  | ۱  | ۳  | ۱  | ۰  | ۱  | ۵۲ |
| T   | ۵  | ۵۵ | ۱  | ۳۵ | ۱۴ | ۴۰ | ۹  | ۲۷ | ۱۱ | ۲۸ | ۹  | ۳۲ | ۴  | ۱  | ۱  | ۱  |
| Sum | ۵۶ | ۵۶ | ۵۶ | ۵۶ | ۵۶ | ۵۶ | ۵۶ | ۵۶ | ۵۶ | ۵۶ | ۵۶ | ۵۶ | ۵۶ | ۵۶ | ۵۶ | ۵۶ |

یک نمونه PSFM برای مانع شونده رونویسی LexA که از ۵۶ محل اتصال مربوط به LexA بدست آمده است. فرکانس‌های نسبی از تقسیم تعداد دفعات بر تعداد کلی بدست می‌آیند.

## جستجوی محاسباتی و تشخیص محل‌های اتصال
در بیوانفورماتیک، دو مسئله در زمینه محل‌های اتصال دی‌ان‌ای وجود دارد: جستجو برای یافتن عضو جدیدی برای موتیف‌های اتصال دی‌ان‌ای شناخته شده (مسئله جستجوی محل) و همچنین جستجو برای یافتن موتیف‌های اتصال دی‌ان‌ای جدید به صورت مجموعه از توالی‌های مرتبط از لحاظ عملکردی (مسئله جستجوی توالی موتیف). روش‌های گوناگونی برای یافتن محل‌های اتصال پیشنهاد شده‌است. بیشتر این روش‌ها بر اساس اصول تئوری اطلاعات می‌باشند و دارای وب سرور هستند و بقیه بر اساس روش‌های یادگیری ماشین همانند شبکه‌های عصبی هوشمند هستند. الگوریتم‌های زیادی برای یافتن توالی موتیف وجود دارد. این روش‌ها براساس این فرض می‌باشند که یک مجموعه از توالی‌ها به دلیل عملکردی دارای یک موتیف اتصال مشترک هستند. تشخیص موتیف‌های اتصال را می‌توان به دو دسته قطعی و تصادفی تقسیم کرد. MEME و Consensus روش‌های قدیمی هستند که نمونه‌هایی از بهینه‌سازی قطعی می‌باشند و Gibbs sampler پیاده‌سازی مرسوم روش‌های تصادفی یافتن موتیف‌های اتصال می‌باشد.
روش‌های پیچیده‌تر برای جستجوی محل اتصال و تشخیص موتیف بر اساس پشته گذاری بیس‌ها و تعامل‌های دیگر بین بیس‌های دی‌ان‌ای می‌باشد، ولی به دلیل کوچک بودن اندازه نمونه‌های در دسترس برای محل‌های اتصال دی‌ان‌ای، کارایی این روش‌ها هنوز به حد قابل قبولی نرسیده است.